# سوني كالاهان
سوني كالاهان (بالإنجليزية: Sonny Callahan)‏ (و. 1932  م) هو سياسي، وشخصية أعمال أمريكي، ولد في موبيل، ألاباما، هو عضوٌ في الحزب الجمهوري، وهو عضوٌ في الحزب الديمقراطي.

## مناصب
تولى منصب عضو مجلس النواب الأمريكي (3 يناير 2001–3 يناير 2003)
- عضو مجلس النواب الأمريكي (6 يناير 1999–3 يناير 2001)[3]
- عضو مجلس النواب الأمريكي (7 يناير 1997–3 يناير 1999)[3]
- عضو مجلس النواب الأمريكي (4 يناير 1995–3 يناير 1997)[3]
- عضو مجلس النواب الأمريكي (5 يناير 1993–3 يناير 1995)[3]
- عضو مجلس النواب الأمريكي (3 يناير 1991–3 يناير 1993)[3]
- عضو مجلس ولاية ألاباما (1979–1983)[3]
- عضو مجلس نواب ألاباما (1971–1979)[3]
- عضو مجلس النواب الأمريكي.

## التعليم
تعلم في جامعة جنوب ألاباما (1959–1960)، وتعلم في ثانوية مكغيل تولن الكاثوليكية ‏ (حتى 1950).

## الخدمة العسكرية
خدم في بحرية الولايات المتحدة (1952–1954).